# Oxypetalinae
Oxypetalinae es una subtribu de plantas  perteneciente a la familia Apocynaceae (orden Gentianales). El género tipo es: Oxypetalum R. Br. Esta subtribu tiene los siguientes géneros.

## Géneros
- Amblyopetalum (Griseb.) Malme
- Amblystigma Benth.
- Aphanostelma Malme = Melinia Decne.
- Araujia Brot.
- Brachylepis Hook. & Arn. = Melinia Decne.
- Bustelma E. Fourn. = Oxypetalum R. Br.
- Calostigma Decne. = Oxypetalum R. Br.
- Corollonema Schltr. ~ Mitostigma Decne.
- Dactylostelma Schltr. =~ Oxypetalum R. Br.
- Diplolepis R. Br.
- Gothofreda Vent. = Oxypetalum R. Br.
- Hickenia Lillo = Morrenia Lindl.
- Kerbera E. Fourn. = Melinia Decne.
- Lagenia E. Fourn. = Araujia Brot.
- Lorostelma E. Fourn. = Stenomeria Turcz.
- Melinia Decne.
- Mitostigma Decne.
- Morrenia Lindl.
- Oxypetalum R. Br.
- Physianthus Mart. = Araujia Brot.
- Podandra Baill. =~ Amblystigma Benth.
- Rojasia Malme ~ Oxypetalum R. Br.
- Schistogyne Hook. & Arn.
- Schistonema Schltr. ~ Tweedia Hook. & Arn.
- Steleostemma Schltr. =~ Amblystigma Benth.
- Stenomeria Turcz.
- Stuckertia Kuntze =~ Morrenia Lindl.
- Turrigera Decne. = Tweedia Hook. & Arn.
- Tweedia Hook. & Arn.
- Widgrenia Malme